# Rufirallus viridis
La schiribilla corona rossiccia o rallo caporossiccio (Rufirallus viridis (P. L. S. Müller, 1776)) è un uccello della famiglia dei Rallidi originario dell'Amazzonia.

## Tassonomia
Attualmente vengono riconosciute due sottospecie di schiribilla corona rossiccia:
- R. v. brunnescens (Todd, 1932) (Colombia orientale);
- R. v. viridis (P. L. S. Müller, 1776) (Venezuela orientale, Guiana, Brasile amazzonico, Perù centrale e Bolivia settentrionale).

## Descrizione
La schiribilla corona rossiccia misura 16–18 cm di lunghezza e ha una coda relativamente lunga. Le regioni superiori sono di colore marrone-oliva uniforme e quelle inferiori castane, così come la fronte e la sommità del capo; la regione laterale della faccia è grigia (nella sottospecie nominale) o giallo-bruna (in R. v. brunnescens), il sopracciglio (o striscia superoculare) è di colore chiaro e la coda è nerastra, con le penne dai margini castani o oliva. L'iride è rossa o arancio; il becco è grigio scuro, con la base bluastra; le zampe e i piedi sono rosso-rosa. I sessi sono simili.

## Distribuzione e habitat
La schiribilla corona rossiccia vive in Sudamerica, a est delle Ande; il suo areale si estende dalla Colombia settentrionale e orientale, attraverso Venezuela e Guiana, all'Ecuador orientale, al Perù orientale, alla Bolivia settentrionale, al Brasile settentrionale e centrale e al Paraguay centrale.
Si incontra nelle foreste sempreverdi e nelle praterie inondate, ma talvolta si spinge anche nelle paludi.

## Biologia
Furtiva e difficile da avvistare, trascorre la maggior parte del tempo nel fitto sottobosco, ma di prima mattina, a volte, penetra in zone aperte. Si nutre di insetti, formiche comprese, e di semi di piante erbacee. Depone 1-3 uova, di colore bianco puro o screziato da macchioline bruno-giallastre, in un nido fatto di erba secca, posto nel fitto della vegetazione, a circa 1 m di altezza dal suolo.